# Octotoma puncticollis
Octotoma puncticollis là một loài bọ cánh cứng trong họ Chrysomelidae. Loài này được Staines miêu tả khoa học năm 1994.